# Кубок Украины по футболу 2015/2016
Кубок Украины по футболу 2015/2016 (укр. Кубок України з футболу 2015—2016, официальное название — Датагруп Кубок Украины по футболу) — 25-й розыгрыш Кубка Украины по футболу. Турнир начался 22 июля 2015 года играми предварительного этапа и закончился финальным матчем, который состоялся 21 мая 2016 года на «Арене Львов».
Победителем соревнования стал футбольный клуб «Шахтёр».

## Участники
В этом розыгрыше Кубка участвовало 14 команд-участников Премьер-лиги 2015/16, 15 команд-участников Первой лиги 2015/2016, 14 команд-участников Второй лиги 2015/2016 а также обладатель (в сезоне 2014 — финалист, поскольку обладатель Кубка — «Ингулец» (Петрово) получил профессиональный статус и возможность играть во Второй лиге 2015/2016) и четвертьфиналист Кубка Украины среди любителей 2014:
| Клубы Премьер-лиги: - ФК «Александрия» - «Волынь» (Луцк) - «Ворскла» (Полтава) - «Говерла» (Ужгород) - «Динамо» (Киев) - «Днепр» (Днепропетровск) - «Заря» (Луганск) - «Карпаты» (Львов) - «Металлист» (Харьков) - «Металлург» (Запорожье) - «Олимпик» (Донецк) - «Сталь» (Днепродзержинск) - «Черноморец» (Одесса) - «Шахтер» (Донецк) | Клубы первой лиги: - «Авангард» (Краматорск) - «Гелиос» (Харьков) - «Горняк» (Кривой Рог) - «Горняк-спорт» (Комсомольск) - «Десна» (Чернигов) - «Звезда» (Кировоград) - «Ильичёвец» (Мариуполь) - МФК «Николаев» - «Нефтяник-Укрнефть» (Ахтырка) - «Нива» (Тернополь) - «Оболонь-Бровар» (Киев) - ФК «Полтава» (Полтава) - ПФК «Сумы» - ФК «Тернополь» - «Черкасский Днепр» (Черкассы) | Клубы второй лиги: - «Арсенал-Киев» - «Арсенал-Киевщина» (Белая Церковь) - «Барса» (Сумы) - "Буковина (Черновцы) - «Верес» (Ровно) - «Ингулец» (Петрово) - «Колос» (Ковалёвка) - «Кремень» (Кременчуг) - «Кристалл» (Херсон) - «Мир» (Горностаевка) - «Никополь-НПГУ» (Никополь) - «Реал Фарма» (Одесса) - «Скала» (Стрый) - «Энергия» (Новая Каховка) | Финалист и четвертьфиналист Кубка среди любительских команд: - СКК «Демня» (Демня) - «Балканы» (Заря) |

## Предварительный этап
Матчи предварительного этапа состоялись 22 июля.
| №  | Команда 1                          | Команда 2                     | Счет            |
| -- | ---------------------------------- | ----------------------------- | --------------- |
| 1  | СКК «Демня»                        | «Ингулец» (Петрово)           | 1:2             |
| 2  | «Авангард» (Краматорск)            | ФК «Полтава»                  | 2:1             |
| 3  | «Арсенал-Киевщина» (Белая Церковь) | «Оболонь-Бровар» (Киев)       | 0:2             |
| 4  | «Балканы» (Заря)                   | «Скала» (Стрый)               | 2:1             |
| 5  | «Нефтяник-Укрнефть» (Ахтырка)      | «Нива» (Тернополь)            | 3:1             |
| 6  | «Арсенал-Киев»                     | «Верес» (Ровно)               | 1:0             |
| 7  | «Колос» (Ковалёвка)                | ПФК «Сумы»                    | 1:3             |
| 8  | «Реал Фарма» (Одесса)              | «Кристалл» (Херсон)           | 0:0 (пен; 4:5)  |
| 9  | «Буковина» (Черновцы)              | МФК «Николаев»                | 0:0 (пен.; 4:5) |
| 10 | «Энергия» (Новая Каховка)          | «Горняк» (Кривой Рог)         | 0:4             |
| 11 | «Мир» (Горностаевка)               | «Барса» (Сумы)                | 6:0             |
| 12 | «Никополь-НПГУ» (Никополь)         | ФК «Тернополь»                | 1:3             |
| 13 | «Кремень» (Кременчуг)              | «Черкасский Днепр» (Черкассы) | 0:4             |

### Результаты
| СКК «Демня» | 1:2 (доп. вр.) | «Ингулец» (Петрово)             |
| ----------- | -------------- | ------------------------------- |
| Демкин 97′  |                | 91′ Мишуренко · 107′ Колесников |

| «Авангард» (Краматорск) | 2:1 | ФК «Полтава» |
| ----------------------- | --- | ------------ |
| Филиппов 9′ · Фатий 70′ |     | 66′ Вовченко |

| «Арсенал-Киевщина» (Белая Церковь) | 0:2 | «Оболонь-Бровар» (Киев)  |
| ---------------------------------- | --- | ------------------------ |
|                                    |     | 17′ Продан · 62′ Фаворов |

| «Балканы» (Заря)          | 2:1 | «Скала» (Стрый) |
| ------------------------- | --- | --------------- |
| Златов 34′ · Гаврилюк 78′ |     | 30′ Цюцюра      |

| «Нефтяник-Укрнефть» (Ахтырка)              | 3:1 | «Нива» (Тернополь) |
| ------------------------------------------ | --- | ------------------ |
| Листопад 15′ · Вечтомов 29′ · Прокурор 49′ |     | 79′ Петривский     |

| «Арсенал-Киев»     | 1:0 | «Верес» (Ровно) |
| ------------------ | --- | --------------- |
| Тименко 28′ (пен.) |     |                 |

| «Колос» (Ковалёвка) | 1:3 | ПФК «Сумы»                                |
| ------------------- | --- | ----------------------------------------- |
| Морозко 62′         |     | 22′ Брикнер · 39′ Богачёв · 90′ Лебеденко |

| «Реал Фарма» (Одесса)                                                 | 0:0 (доп. вр.) | «Кристалл» (Херсон)                                                  |
| --------------------------------------------------------------------- | -------------- | -------------------------------------------------------------------- |
|                                                                       |                |                                                                      |
| Пенальти                                                              |                |                                                                      |
| Бычков · Шестаков · Малыш · Дубина · Бабенцов · Нестеренко · Георгиев | 4:5            | Цой · Козаченко · Касперович · Барладым · Берест · Ленский · Бичевой |

| «Буковина (Черновцы)                                  | 0:0 (доп. вр.) | МФК «Николаев»                               |
| ----------------------------------------------------- | -------------- | -------------------------------------------- |
|                                                       |                |                                              |
| Пенальти                                              |                |                                              |
| Ряшко · Темеривский · Маковийчук · Рафальский · Луцюк | 4:5            | Цапий · Чучман · Сикорский · Батюшин · Берко |

| «Энергия» (Новая Каховка) | 0:4 | «Горняк» (Кривой Рог)                             |
| ------------------------- | --- | ------------------------------------------------- |
|                           |     | 27′ Павлов · 43′ Ситало · 54′ Ямполь · 79′ Баенко |

| «Мир» (Горностаевка)                                                    | 6:0 | «Барса» (Сумы) |
| ----------------------------------------------------------------------- | --- | -------------- |
| Фальковский 3′ · Комягин 16′, 26′, 90+3′ · Головко 23′ · Петриченко 44′ |     |                |

| «Никополь-НПГУ» (Никополь) | 1:3 | ФК «Тернополь»                |
| -------------------------- | --- | ----------------------------- |
| Богданов 35′               |     | 25′ Курило · 34′, 83′ Семенец |

| «Кремень» (Кременчуг) | 0:4 | «Черкасский Днепр» (Черкассы)                        |
| --------------------- | --- | ---------------------------------------------------- |
|                       |     | 37′, 57′ Медынский · 70′ Качур · 79′ (пен.) Скепский |

## Турнирная сетка
|  | 1/16 финала 21—23 августа 2015 | 1/16 финала 21—23 августа 2015 |  |  | 1/8 финала 23 сентября 2015 27-28 октября 2015 | 1/8 финала 23 сентября 2015 27-28 октября 2015 |                     |                           | Четвертьфиналы 1-2 марта 2016 27 марта, 6 апреля 2016 | Четвертьфиналы 1-2 марта 2016 27 марта, 6 апреля 2016 |  |  | Полуфиналы 20 апреля 2016 11 мая 2016 | Полуфиналы 20 апреля 2016 11 мая 2016 |  |  | Финал 21 мая 2016 | Финал 21 мая 2016 |
|  |                                |                                |  |  |                                                |                                                |                     |                           |                                                       |                                                       |  |  |                                       |                                       |  |  |                   |                   |
|  | «Горняк» (Кривой Рог)          | 3                              |  |  |                                                |                                                |                     |                           |                                                       |                                                       |  |  |                                       |                                       |  |  |                   |                   |
|  | «Ильичёвец» (Мариуполь)        | 0                              |  |  | «Горняк» (Кривой Рог)                          | 2                                              |                     |                           |                                                       |                                                       |  |  |                                       |                                       |  |  |                   |                   |
|  | «Черкасский Днепр» (Черкассы)  | 1                              |  |  | «Сталь» (Днепродзержинск)                      | 3                                              |                     |                           |                                                       |                                                       |  |  |                                       |                                       |  |  |                   |                   |
|  | «Сталь» (Днепродзержинск)      | 3                              |  |  |                                                |                                                |                     | «Сталь» (Днепродзержинск) | 1                                                     |                                                       |  |  |                                       |                                       |  |  |                   |                   |
|  | «Нефтяник-Укрнефть» (Ахтырка)  | 0                              |  |  | «Днепр» (Днепропетровск)                       | 7                                              |                     |                           |                                                       |                                                       |  |  |                                       |                                       |  |  |                   |                   |
|  | «Олимпик» (Донецк)             | 2                              |  |  | «Олимпик» (Донецк)                             | 2                                              |                     |                           |                                                       |                                                       |  |  |                                       |                                       |  |  |                   |                   |
|  | «Балканы» (Заря)               | 0                              |  |  | «Днепр» (Днепропетровск)                       | 5                                              |                     |                           |                                                       |                                                       |  |  |                                       |                                       |  |  |                   |                   |
|  | «Днепр» (Днепропетровск)       | 1                              |  |  |                                                |                                                |                     | «Днепр» (Днепропетровск)  | 1                                                     |                                                       |  |  |                                       |                                       |  |  |                   |                   |
|  | МФК «Николаев»                 | 2                              |  |  | «Заря» (Луганск)                               | 2                                              |                     |                           |                                                       |                                                       |  |  |                                       |                                       |  |  |                   |                   |
|  | «Металлист» (Харьков)          | 1                              |  |  | МФК «Николаев»                                 | 0                                              |                     |                           |                                                       |                                                       |  |  |                                       |                                       |  |  |                   |                   |
|  | «Ингулец» (Петрово)            | 0                              |  |  | «Волынь» (Луцк)                                | 7                                              |                     |                           |                                                       |                                                       |  |  |                                       |                                       |  |  |                   |                   |
|  | «Волынь» (Луцк)                | 2                              |  |  |                                                |                                                | «Волынь» (Луцк)     | 1                         |                                                       |                                                       |  |  |                                       |                                       |  |  |                   |                   |
|  | «Гелиос» (Харьков)             | 1                              |  |  | «Заря» (Луганск)                               | 6                                              |                     |                           |                                                       |                                                       |  |  |                                       |                                       |  |  |                   |                   |
|  | «Говерла» (Ужгород)            | 0                              |  |  | «Гелиос» (Харьков)                             | 1                                              |                     |                           |                                                       |                                                       |  |  |                                       |                                       |  |  |                   |                   |
|  | «Кристалл» (Херсон)            | 0                              |  |  | «Заря» (Луганск)                               | 5                                              |                     |                           |                                                       |                                                       |  |  |                                       |                                       |  |  |                   |                   |
|  | «Заря» (Луганск)               | 5                              |  |  |                                                |                                                |                     | «Заря» (Луганск)          | 0                                                     |                                                       |  |  |                                       |                                       |  |  |                   |                   |
|  | «Звезда» (Кировоград)          | 1                              |  |  | «Шахтер» (Донецк)                              | 2                                              |                     |                           |                                                       |                                                       |  |  |                                       |                                       |  |  |                   |                   |
|  | «Карпаты» (Львов)              | 1                              |  |  | «Звезда» (Кировоград)                          | 1                                              |                     |                           |                                                       |                                                       |  |  |                                       |                                       |  |  |                   |                   |
|  | «Авангард» (Краматорск)        | 1                              |  |  | ФК «Александрия»                               | 3                                              |                     |                           |                                                       |                                                       |  |  |                                       |                                       |  |  |                   |                   |
|  | ФК «Александрия»               | 3                              |  |  |                                                |                                                | ФК «Александрия»    | 2                         |                                                       |                                                       |  |  |                                       |                                       |  |  |                   |                   |
|  | ПФК «Сумы»                     | 0                              |  |  | «Динамо» (Киев)                                | 1                                              |                     |                           |                                                       |                                                       |  |  |                                       |                                       |  |  |                   |                   |
|  | «Оболонь-Бровар» (Киев)        | 1                              |  |  | «Оболонь-Бровар» (Киев)                        | 0                                              |                     |                           |                                                       |                                                       |  |  |                                       |                                       |  |  |                   |                   |
|  | «Горняк-Спорт» (Комсомольск)   | 0                              |  |  | «Динамо» (Киев)                                | 7                                              |                     |                           |                                                       |                                                       |  |  |                                       |                                       |  |  |                   |                   |
|  | «Динамо» (Киев)                | 6                              |  |  |                                                |                                                | ФК «Александрия»    | 1                         |                                                       |                                                       |  |  |                                       |                                       |  |  |                   |                   |
|  | «Мир» (Горностаевка)           | 0                              |  |  | «Шахтер» (Донецк)                              | 3                                              |                     |                           |                                                       |                                                       |  |  |                                       |                                       |  |  |                   |                   |
|  | «Черноморец» (Одесса)          | 2                              |  |  | «Черноморец» (Одесса)                          | 0                                              |                     |                           |                                                       |                                                       |  |  |                                       |                                       |  |  |                   |                   |
|  | «Десна» (Чернигов)             | 1                              |  |  | «Ворскла» (Полтава)                            | 1                                              |                     |                           |                                                       |                                                       |  |  |                                       |                                       |  |  |                   |                   |
|  | «Ворскла» (Полтава)            | 1                              |  |  |                                                |                                                | «Ворскла» (Полтава) | 2                         |                                                       |                                                       |  |  |                                       |                                       |  |  |                   |                   |
|  | ФК «Тернополь»                 | 3                              |  |  | «Шахтер» (Донецк)                              | 5                                              |                     |                           |                                                       |                                                       |  |  |                                       |                                       |  |  |                   |                   |
|  | «Металлург» (Запорожье)        | 1                              |  |  | ФК «Тернополь»                                 | 0                                              |                     |                           |                                                       |                                                       |  |  |                                       |                                       |  |  |                   |                   |
|  | «Арсенал-Киев»                 | 0                              |  |  | «Шахтер» (Донецк)                              | 9                                              |                     |                           |                                                       |                                                       |  |  |                                       |                                       |  |  |                   |                   |
|  | «Шахтер» (Донецк)              | 3                              |  |  |                                                |                                                |                     |                           |                                                       |                                                       |  |  |                                       |                                       |  |  |                   |                   |

## 1/16 финала

### Участники
Жеребьевка состоялась 29 июля 2015 года. Матчи состоялись на 21 — 23 августа 2015 года.
| №  | Команда 1                     | Команда 2                 | Счет           |
| -- | ----------------------------- | ------------------------- | -------------- |
| 1  | МФК «Николаев»                | «Металлист» (Харьков)     | 2:1            |
| 2  | «Звезда» (Кировоград)         | «Карпаты» (Львов)         | 1:1 (пен. 5:4) |
| 3  | «Черкасский Днепр» (Черкассы) | «Сталь» (Днепродзержинск) | 1:3            |
| 4  | «Десна» (Чернигов)            | «Ворскла» (Полтава)       | 1:1 (пен. 2:4) |
| 5  | «Балканы» (Заря)              | «Днепр» (Днепропетровск)  | 0:1            |
| 6  | «Мир» (Горностаевка)          | «Черноморец» (Одесса)     | 0:2            |
| 7  | ФК «Тернополь»                | «Металлург» (Запорожье)   | 3:1            |
| 8  | «Арсенал-Киев»                | «Шахтер» (Донецк)         | 0:3            |
| 9  | ПФК «Сумы»                    | «Оболонь-Бровар» (Киев)   | 0:1            |
| 10 | «Авангард» (Краматорск)       | ФК «Александрия»          | 1:3            |
| 11 | «Горняк» (Кривой Рог)         | «Ильичёвец» (Мариуполь)   | 3:0            |
| 12 | «Гелиос» (Харьков)            | «Говерла» (Ужгород)       | 1:0            |
| 13 | «Нефтяник-Укрнефть» (Ахтырка) | «Олимпик» (Донецк)        | 0:2            |
| 14 | «Горняк-Спорт» (Комсомольск)  | «Динамо» (Киев)           | 0:6            |
| 15 | «Кристалл» (Херсон)           | «Заря» (Луганск)          | 0:5            |
| 16 | «Ингулец» (Петрово)           | «Волынь» (Луцк)           | 0:2            |

### Результаты
| «Черкасский Днепр» (Черкассы) | 1:3 | «Сталь» (Днепродзержинск)                 |
| ----------------------------- | --- | ----------------------------------------- |
| Батальский 83′                |     | 21′ Козак · 54′ (авт.) Бурлин · 69′ Кулач |

| «Балканы» (Заря) | 0:1 | «Днепр» (Днепропетровск) |
| ---------------- | --- | ------------------------ |
|                  |     | 84′ Ротань               |

| «Звезда» (Кировоград)                               | 1:1 (доп. вр.) | «Карпаты» (Львов)                               |
| --------------------------------------------------- | -------------- | ----------------------------------------------- |
| Загальский 70′ (пен.)                               |                | 50′ Чачуа                                       |
| Пенальти                                            |                |                                                 |
| Ковалёв · Допилка · Кучеренко · Кавацив · Локтионов | 5:4            | Карноза · Голодюк · Худобяк · Кравец · Даушвили |

| «Десна» (Чернигов)                           | 1:1 (доп. вр.) | «Ворскла» (Полтава)                     |
| -------------------------------------------- | -------------- | --------------------------------------- |
| Кондратюк 57′                                |                | 18′ Шиндер                              |
| Пенальти                                     |                |                                         |
| Чепурненко · Кондратюк · Кравченко · Чуланов | 2:4            | Чеснаков · А. Ткачук · Скляр · Дитятьев |

| «Мир» (Горностаевка) | 0:2 | «Черноморец» (Одесса)     |
| -------------------- | --- | ------------------------- |
|                      |     | 29′ Слинкин · 75′ Ковалец |

| «Арсенал-Киев» | 0:3 | «Шахтёр» (Донецк)                     |
| -------------- | --- | ------------------------------------- |
|                |     | 23′ Малышев · 41′ Эдуардо · 75′ Гринь |

| ПФК «Сумы» | 0:1 | «Оболонь-Бровар» (Киев) |
| ---------- | --- | ----------------------- |
|            |     | 46′ Шевчук              |

| «Горняк-Спорт» (Комсомольск) | 0:6 | «Динамо» (Киев)                                                 |
| ---------------------------- | --- | --------------------------------------------------------------- |
|                              |     | 26′ Кравец · 38′, 65′, 76′ Ярмоленко · 56′ Велозу · 67′ Антунеш |

| «Ингулец» (Петрово) | 0:2 | «Волынь» (Луцк)       |
| ------------------- | --- | --------------------- |
|                     |     | 26′, 80′ (пен.) Матей |

| МФК «Николаев» | 2:1 | «Металлист» (Харьков) |
| -------------- | --- | --------------------- |
| Берко 27′, 79′ |     | 29′ Лёпа              |

| «Авангард» (Краматорск) | 1:3 | ФК «Александрия»                             |
| ----------------------- | --- | -------------------------------------------- |
| Филиппов 35′            |     | 25′ Полярус · 32′ Степанюк · 47′ (авт.) Чаус |

| ФК «Тернополь»                          | 3:1 | «Металлург» (Запорожье) |
| --------------------------------------- | --- | ----------------------- |
| Полянчук 3′ · Курило 62′ · Богданов 67′ |     | 45′ Жураховский         |

| «Горняк» (Кривой Рог)          | 3:0 | «Ильичёвец» (Мариуполь) |
| ------------------------------ | --- | ----------------------- |
| Ситало 2′ · Боровский 69′, 81′ |     |                         |

| «Гелиос» (Харьков) | 1:0 | «Говерла» (Ужгород) |
| ------------------ | --- | ------------------- |
| Чередниченко 90+4′ |     |                     |

| «Нефтяник-Укрнефть» (Ахтырка) | 0:2 | «Олимпик» (Донецк)               |
| ----------------------------- | --- | -------------------------------- |
|                               |     | 6′ Драченко · 90+2′ Поступаленко |

| «Кристалл» (Херсон) | 0:5 | «Заря» (Луганск)                                                              |
| ------------------- | --- | ----------------------------------------------------------------------------- |
|                     |     | 21′ Хомченовский · 41′ Петряк · 54′ Гречишкин · 63′ Танковский · 88′ Липартия |

## 1/8 финала
В жеребьевке будет использован «посев», исходя из положения команд в турнирных таблицах лиг на момент её проведения. Матчи 1/8 финала турнира состоялись 23 сентября и 27-28 октября. Не сеянные клубы первый матч играют дома.
| № | Команда 1               | Команда 2                 | 1-й матч | 2-й матч | Итог |
| - | ----------------------- | ------------------------- | -------- | -------- | ---- |
| 1 | «Черноморец» (Одесса)   | «Ворскла» (Полтава)       | 0:1      | 0:0      | 0:1  |
| 2 | «Звезда» (Кировоград)   | ФК «Александрия»          | 1:1      | 0:2      | 1:3  |
| 3 | МФК «Николаев»          | «Волынь» (Луцк)           | 0:2      | 0:5      | 0:7  |
| 4 | «Горняк» (Кривой Рог)   | «Сталь» (Днепродзержинск) | 1:1      | 1:2      | 2:3  |
| 5 | «Гелиос» (Харьков)      | «Заря» (Луганск)          | 0:2      | 1:3      | 1:5  |
| 6 | «Олимпик» (Донецк)      | «Днепр» (Днепропетровск)  | 0:2      | 2:3      | 2:5  |
| 7 | ФК «Тернополь»          | «Шахтёр» (Донецк)         | 0:5      | 0:4      | 0:9  |
| 8 | «Оболонь-Бровар» (Киев) | «Динамо» (Киев)           | 0:2      | 0:5      | 0:7  |

### Первые матчи
| МФК «Николаев» | 0:2      | «Волынь» (Луцк)           |
| -------------- | -------- | ------------------------- |
|                | протокол | 75′ Козьбан · 90′ Мемешев |

| «Горняк» (Кривой Рог) | 1:1      | «Сталь» (Днепродзержинск) |
| --------------------- | -------- | ------------------------- |
| Григорик 22′          | протокол | 68′ Кравченко             |

| «Олимпик» (Донецк) | 0:2      | «Днепр» (Днепропетровск)       |
| ------------------ | -------- | ------------------------------ |
|                    | протокол | 16′ Селезнёв · 90+2′ Бабатунде |

| «Звезда» (Кировоград) | 1:1      | ФК «Александрия» |
| --------------------- | -------- | ---------------- |
| Кучеренко 12′ (пен.)  | протокол | 43′ Таргамадзе   |

| ФК «Тернополь» | 0:5      | «Шахтёр» (Донецк)                                            |
| -------------- | -------- | ------------------------------------------------------------ |
|                | протокол | 35′ Малышев · 47′, 61′ Бернард · 76′ Борячук · 77′ Коваленко |

| «Черноморец» (Одесса) | 0:1      | «Ворскла» (Полтава) |
| --------------------- | -------- | ------------------- |
|                       | протокол | 39′ Бартулович      |

| «Гелиос» (Харьков) | 0:2      | «Заря» (Луганск)    |
| ------------------ | -------- | ------------------- |
|                    | протокол | 34′, 37′ Будковский |

| «Оболонь-Бровар» (Киев) | 0:2      | «Динамо» (Киев)                   |
| ----------------------- | -------- | --------------------------------- |
|                         | протокол | 27′ (авт.) Коваленко · 73′ Мораес |

### Ответные матчи
| «Шахтёр» (Донецк)                                                | 4:0      | ФК «Тернополь» |
| ---------------------------------------------------------------- | -------- | -------------- |
| Феррейра 5′ (пен.) · Кобин 33′ · Борячук 67′ · Тайсон 89′ (пен.) | протокол |                |

| «Заря» (Луганск)                  | 3:1      | «Гелиос» (Харьков) |
| --------------------------------- | -------- | ------------------ |
| Будковский 7′ · Караваев 57′, 68′ | протокол | 71′ Кравченко      |

| «Динамо» (Киев)                                 | 5:0      | «Оболонь-Бровар» (Киев) |
| ----------------------------------------------- | -------- | ----------------------- |
| Гармаш 5′, 32′ · Гусев 66′, 69′ · Теодорчик 80′ | протокол |                         |

| «Ворскла» (Полтава) | 0:0      | «Черноморец» (Одесса) |
| ------------------- | -------- | --------------------- |
|                     | протокол |                       |

| «Сталь» (Днепродзержинск)      | 2:1      | «Горняк» (Кривой Рог) |
| ------------------------------ | -------- | --------------------- |
| Адамюк 25′ · Котляр 80′ (пен.) | протокол | 64′ Рябов             |

| ФК «Александрия» | 2:0      | «Звезда» (Кировоград) |
| ---------------- | -------- | --------------------- |
| Козак 12′, 38′   | протокол |                       |

| «Волынь» (Луцк)                                                  | 5:0      | МФК «Николаев» |
| ---------------------------------------------------------------- | -------- | -------------- |
| Кобахидзе 27′, 82′ · Кравченко 34′ · Козьбан 46′ · Диденко 90+3′ | протокол |                |

| «Днепр» (Днепропетровск)                | 3:2      | «Олимпик» (Донецк)         |
| --------------------------------------- | -------- | -------------------------- |
| Гама 33′ · Бабатунде 88′ · Зозуля 90+4′ | протокол | 74′ Лысенко · 75′ Шестаков |

## 1/4 финала
Жеребьевка четвертьфинала Кубка Украины прошла 30 октября. Первые матчи четвертьфинала Кубка состоялись 1 и 2 марта, ответные — 27 марта и 6 апреля 2016 года.
| № | Команда 1                 | Команда 2                | 1-й матч | 2-й матч | Итог |
| - | ------------------------- | ------------------------ | -------- | -------- | ---- |
| 1 | «Ворскла» (Полтава)       | «Шахтер» (Донецк)        | 0:4      | 2:1      | 2:5  |
| 2 | ФК «Александрия»          | «Динамо» (Киев)          | 1:1      | 1:0      | 2:1  |
| 3 | «Волынь» (Луцк)           | «Заря» (Луганск)         | 1:1      | 0:5      | 1:6  |
| 4 | «Сталь» (Днепродзержинск) | «Днепр» (Днепропетровск) | 0:3      | 1:4      | 1:7  |

### Первые матчи
| «Сталь» (Днепродзержинск) | 0:3      | «Днепр» (Днепропетровск)                   |
| ------------------------- | -------- | ------------------------------------------ |
|                           | протокол | 32′ (пен.) Матеус · 70′ Гама · 90+2′ Матос |

| ФК «Александрия» | 1:1      | «Динамо» (Киев) |
| ---------------- | -------- | --------------- |
| Басов 29′        | протокол | 66′ Ярмоленко   |

| «Волынь» (Луцк) | 1:1      | «Заря» (Луганск) |
| --------------- | -------- | ---------------- |
| Богданов 18′    | протокол | 23′ Тотовицкий   |

| «Ворскла» (Полтава) | 0:4      | «Шахтёр» (Донецк)                                 |
| ------------------- | -------- | ------------------------------------------------- |
|                     | протокол | 4′ Коваленко · 55′ Феррейра · 58′ Кучер · 80′ Нем |

### Ответные матчи
| «Шахтёр» (Донецк)  | 1:2      | «Ворскла» (Полтава) |
| ------------------ | -------- | ------------------- |
| Бернард 67′ (пен.) | протокол | 28′, 88′ Хлёбас     |

| «Заря» (Луганск)                                                  | 5:0      | «Волынь» (Луцк) |
| ----------------------------------------------------------------- | -------- | --------------- |
| Гордиенко 21′ · Петряк 50′ · Караваев 77′, 87′ · Опанасенко 90+2′ | протокол |                 |

| «Динамо» (Киев) | 0:1      | ФК «Александрия» |
| --------------- | -------- | ---------------- |
|                 | протокол | 24′ Чорний       |

| «Днепр» (Днепропетровск)                   | 4:1      | «Сталь» (Днепродзержинск) |
| ------------------------------------------ | -------- | ------------------------- |
| Матос 29′ · Матеус 48′, 61′ · Лучкевич 64′ | протокол | 85′ Васин                 |

## Полуфиналы
Жеребьевка полуфинала Кубка Украины состоялась 8 апреля. Первые матчи состоялись 20 апреля, ответные — 11 мая.
| № | Команда 1                | Команда 2         | 1-й матч | 2-й матч | Итог |
| - | ------------------------ | ----------------- | -------- | -------- | ---- |
| 1 | ФК «Александрия»         | «Шахтер» (Донецк) | 1:1      | 0:2      | 1:3  |
| 2 | «Днепр» (Днепропетровск) | «Заря» (Луганск)  | 1:0      | 0:2      | 1:2  |

### Первые матчи
| ФК «Александрия» | 1:1      | «Шахтер» (Донецк) |
| ---------------- | -------- | ----------------- |
| Грицук 36′       | протокол | 54′ Эдуардо       |

| «Днепр» (Днепропетровск) | 1:0      | «Заря» (Луганск) |
| ------------------------ | -------- | ---------------- |
| Зозуля 17′               | протокол |                  |

### Ответные матчи
| «Заря» (Луганск)               | 2:0      | «Днепр» (Днепропетровск) |
| ------------------------------ | -------- | ------------------------ |
| Липартия 8′ · Тотовицкий 90+5′ | протокол |                          |

| «Шахтёр» (Донецк)       | 2:0      | ФК «Александрия» |
| ----------------------- | -------- | ---------------- |
| Малышев 15′ · Нем 90+2′ | протокол |                  |

## Финал
| «Заря» (Луганск) | 0:2      | «Шахтёр» (Донецк) |
| ---------------- | -------- | ----------------- |
|                  | протокол | 42′, 57′ Гладкий  |

| Обладатель Кубка Украины 2015/16 |
| -------------------------------- |
| «Шахтёр» (Донецк) 10-й титул     |

## Лучшие бомбардиры
| Место | Игрок              | Клуб   | Матчи | Голы (пен.) |
| ----- | ------------------ | ------ | ----- | ----------- |
| 1     | Андрей Ярмоленко   | Динамо | 3     | 4           |
| 2     | Александр Караваев | Заря   | 8     | 4           |
| 3     | Юрий Комягин       | Мир    | 2     | 3           |
| 4     | Бернард            | Шахтёр | 4     | 3 (1)       |
| 5     | Матеус             | Днепр  | 5     | 3 (1)       |
| 6     | Филипп Будковский  | Заря   | 7     | 3           |
| 6     | Максим Малышев     | Шахтёр | 7     | 3           |